# Ophiura grubei
Ophiura grubei är en ormstjärneart som beskrevs av Heller 1863. Ophiura grubei ingår i släktet Ophiura och familjen fransormstjärnor. Inga underarter finns listade i Catalogue of Life.